# Egg (album)
Egg je první studiové album britské rockové skupiny Egg, vydané v březnu 1970 u vydavatelství Deram Records. Nahráno bylo v říjnu předešlého roku ve studiích Landsdowne Studios a Trident Studios a o produkci se starali členové skupiny Egg.

## Seznam skladeb
| Pořadí | Název                                                                     | Autor                                     | Délka |
| ------ | ------------------------------------------------------------------------- | ----------------------------------------- | ----- |
| 1.     | Bulb                                                                      | Peter Gallen                              | 0:09  |
| 2.     | While Growing My Hair                                                     | Clive Brooks, Mont Campbell, Dave Stewart | 3:53  |
| 3.     | I Will Be Absorbed                                                        | Brooks, Campbell, Stewart                 | 5:10  |
| 4.     | Fugue in D Minor                                                          | Johann Sebastian Bach                     | 2:46  |
| 5.     | They Laughed When I Sat Down at the Piano…                                | Brooks, Campbell, Stewart                 | 1:17  |
| 6.     | The Song of McGillicudie the Pusillanimous                                | Brooks, Campbell, Stewart                 | 5:07  |
| 7.     | Boilk                                                                     | Brooks, Campbell, Stewart                 | 1:00  |
| 8.     | Symphony No. 2“ 1. „Movement 1“ 2. „Movement 2“ 3. „Blane“ 4. „Movement 4 | Brooks, Campbell, Stewart                 | 22:26 |

## Obsazení
- Dave Stewart – varhany, klavír
- Mont Campbell – baskytara, zpěv
- Clive Brooks – bicí